# A. B. Chandler
Arthur Bertram Chandler (Aldershot, Hampshire, 28 de marzo de 1912-Darlinghurst, Sídney, 6 de junio de 1984) fue un marinero anglo-australiano que devino escritor de ciencia ficción bajo su propio nombre y los seudónimos de George Whitley, George Whitely, Andrew Dunstan y SHM.

## Biografía
De grumete pasó a ser tercer oficial y obtuvo los certificados de segundo oficial (1932, Londres) y de primero (1935, Calcuta). Mientras servía (1936-55) en la compañía Shaw Savill & Albion Ltd., pasó de cuarto oficial a capitán y se casó en 1938. Durante la Segunda Guerra Mundial fue oficial de artillería. En Nueva York, durante la guerra, conoció a John W. Campbell, editor de Astounding Science Fiction, quien le instó a escribir ciencia ficción para su revista y otras. Tras la ruptura de su matrimonio, emigró a Australia en 1956 y se convirtió en ciudadano australiano. Se empleó (1956-75) en la Union Steam Ship Co. de Nueva Zelanda comenzando como tercer oficial y avanzando hasta llegar a capitán. Se volvió a casar con Susan Wilson, una diseñadora, el 23 de diciembre de 1961 en Sídney; luego se divorciaron. Mandó varios buques en las marinas mercantes de Australia y Nueva Zelanda.
Escribió más de 40 novelas y 200 relatos de ficción. Ganó diversos Premios Ditmar por el cuento The Bitter Pill (1971) y tres novelas: False Fatherland (1969), The Bitter Pill (1975) y The Big Black Mark (1976). También ganó un premio estadounidense en 1975 y el premio Seiun en Japón en 1976. Pero son sus cuentos, en especial Giant Killer (1945) y The Cage (1957), los más leídos y estimados. Las descripciones de la vida de Chandler a bordo de naves espaciales y las relaciones entre los miembros de la tripulación se derivan de su amplia experiencia de navegación marítima por todo el mundo. Eso le confiere un realismo que rara vez se encuentra en otros escritores. Es sobre todo conocido por la serie Rim World, una región en el borde del universo donde las perturbaciones en el espacio-tiempo permiten una fantasía casi arbitraria, y por otra serie de novelas protagonizadas por su personaje John Grimes, de sabor claramente náutico. En estas últimas, John Grimes es un marinero entusiasta que sufre diversas aventuras por los océanos de varios planetas. The Deep Reaches of Space (1964) posee elementos autobiográficos indisimulados: su protagonista es un marinero convertido en escritor de ciencia ficción que viaja al futuro y utiliza su experiencia náutica para salvar a un grupo de humanos varados en un planeta alienígena.